# White Collar Blue
White Collar Blue, es un drama policíaco australiano que comenzó sus transmisiones el 12 de agosto del 2002 por medio de la cadena Network Ten y terminó sus transmisiones el 22 de diciembre del 2003.
La serie siguió a la estación de policía Kingsway, una división de la policía que trabaja en la ciudad de Sídney.
El programa fue creada por Steve Knapman y Kris Wyld, y contó con la participación invitada de actores como Jason Clarke, Lachy Hulme, Grant Bowler, Wil Traval, Brendan Cowell, Anthony Hayes, Toby Schmitz, Ryan Johnson, Tim Campbell, Anna Torv, Wayne Pygram, Matthew Le Nevez, Maeve Dermody, entre otros...

## Historia
La oficial Harriet Walker llega a la estación luego de ser transferida de "White Collar", la policía federal de "Blue Collar" de la policía de Nueva Gales del Sur como la nueva compañera del detective John Hill, quien al inicio no la acepta en el equipo. A lo largo de la serie Harriet debe de lidiar con el brutal asesinato de su esposo, la revelación de que él le había sido infiel y debe de aprender a adaptarse a su nuevo entorno, John un padre soltero de dos hijas de matrimonios anteriores debe de lidiar con su amor por su trabajo, mantener su casa en orden y su relación con Nicole Brown.
Los oficiales Ted Hudson, Theo Rahme y Sophia Marinkovitch también deberán de lidiar con sus propios secretos y problemas, tanto personales como profesionales y cómo estas afectan su trabajo y vidas.

## Personajes
| Actor            | Personaje           | Trabajo         | N.º de episodios | Temporada   |
| ---------------- | ------------------- | --------------- | ---------------- | ----------- |
| Peter O'Brien    | John Hill           | Detective Mayor | 44               | 2002 - 2003 |
| Freya Stafford   | Harriet Walker      | Detective Mayor | 44               | 2002 - 2003 |
| Richard Carter   | Ted Hudson          | Detective Mayor | 44               | 2002 - 2003 |
| Don Hany         | Theo Rahme          | Oficial Mayor   | 44               | 2002 - 2003 |
| Brooke Satchwell | Sophia Marinkovitch | Oficial         | 44               | 2002 - 2003 |
| Jodie Dry        | Nicole Brown        | -               | 44               | 2002 - 2003 |

### Personajes Recurrentes
| Actor           | Personaje          | Ocupación  | N.º de episodios | Duración    |
| --------------- | ------------------ | ---------- | ---------------- | ----------- |
| David Ritchie   | Vincent            | -          | 31               | 2002 - 2003 |
| Ivy Latimer     | Lel                | -          | 14               | 2002 - 2003 |
| Bree Beadman    | Roby               | -          | 8                | 2002 - 2003 |
| Linda Cropper   | Fran Hoffmann      | Magistrada | 7                | 2002 - 2003 |
| Nicholas Bishop | Lachlan Shaw       | -          | 5                | 2003        |
| Rupert Reid     | Shane Duggan       | -          | 5                | 2003        |
| Dylan Redlich   | Eliot Marinkovitch | -          | 5                | 2002 - 2003 |

## Episodios
La serie estuvo conformada por dos temporadas y transmitió 44 episodios.

## Premios y nominaciones
| Año  | Categoría                                         | Premio             | Nominado (a)              | Resultado |
| ---- | ------------------------------------------------- | ------------------ | ------------------------- | --------- |
| 2004 | Best Television Drama Series                      | AFI Award          | Steve Knapman & Kris Wyld | Nominados |
| 2003 | Most Outstanding Actor in a Drama Series          | Silver Logie Award | Peter O'Brien             | Ganador   |
| 2003 | Most Outstanding Actress in a Drama Series        | Silver Logie Award | Freya Stafford            | Nominada  |
| 2003 | Most Popular New Female Talent                    | Logie Award        | Jodie Dry                 | Nominada  |
| 2003 | Television - Series (episodio # 14)               | AWGIE Award        | Kristen Dunphy            | Ganadora  |
| 2002 | Best Actor in a Leading Role in a Television Dram | AFI Award          | Peter O'Brien             | Nominado  |

## Producción
La serie fue creda por Steve Knapman y Kris Wyld y producuda por Knapman Wyld Television Pty Ltd en asociación con la cadena Network Ten Australia y Optus / Foxtel. Desarrollada por Keith Aberdein y Kristen Dunphy, contó con la participación de la productora ejecutiva Sue Masters.
En el 2002 los dos primeros episodios fueron parte de la película para la televisión, la cual se llamó "White Collar Blue".
La serie fue cancelada después de dos temporadas y su última transmisión fue el 22 de diciembre de 2003.